# Gyromitrin
Gyromitrin ist eine giftige und vermutlich karzinogene chemische Verbindung.

## Vorkommen

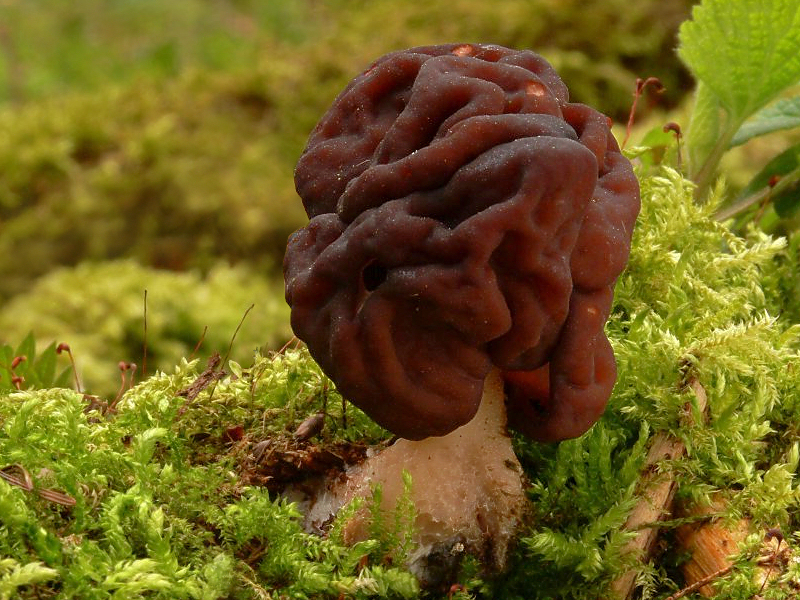
Frühjahrslorchel (Gyromitra esculenta) – enthält Gyromitrin

Gyromitrin ist unter anderem in der Frühjahrslorchel, einem in Europa und Nordamerika heimischen Giftpilz, enthalten.

## Eigenschaften
Gyromitrin ist flüchtig und wasserlöslich. Die Verbindung ist schon oberhalb von −25 °C sehr oxidationsempfindlich und hydrolysiert leicht in Gegenwart von Säuren und Basen.

## Wirkungen
Im menschlichen Körper wird Gyromitrin zu Monomethylhydrazin umgewandelt. 
Anfangssymptome nach Aufnahme des Stoffes sind Kopfschmerzen, Übelkeit und Schwindelgefühle. In großen Mengen, wie sie in der Regel bereits in einer einzigen Frühjahrslorchel vorkommen, führt Gyromitrin zunächst zu Leberversagen und schließlich zum Tod. Die letale Dosis für den Menschen liegt bei 30 bis 50 mg Gyromitrin pro Kilogramm Körpergewicht. Aufgrund der Flüchtigkeit von Gyromitrin reicht schon die bloße Präsenz der Giftpilze in einem schlecht gelüfteten Raum aus, um eine Vergiftung über die Atemwege hervorzurufen.
Die Therapie bei oralen Gyromitrinvergiftungen besteht aus der Gabe von Aktivkohle, um Reste der giftstoffhaltigen Nahrung aus dem Organismus zu entfernen, sowie Vitamin B6 als Antidot.
Es gibt Anzeichen aus der Forschung, dass bereits kleine Dosen von Gyromitrin eine kumulative krebserregende Wirkung haben können. Im Tierversuch mit Mäusen wurden Adenokarzinome der Lunge und der Vorhaut nach subkutaner Injektion induziert.